# Операција Истра
Операција Истра је војна акција коју је предузео немачки II СС оклопни корпус почев од 25. септембра 1943. у склопу операције Ахзе, по наређењу штаба групе армија Б, са циљем ликвидације партизанских снага у непосредном тршћанском залеђу и Истри. Обезбеђење овог подручја Немци су сматрали неопхопним предусловом за одбрану граница Рајха. Против себе имао је снаге Оперативног штаба за Истру (две бригаде и два партизанска одреда). Немачке снаге поседовале несразмерну бројчану и техничку надмоћ (располагале су са 30.000 људи и 95 тенкова, 41 јуришних топова, 26 оклопних ловаца и 6 тешких самоходних топова. Будући да се радило о новоформираним јединицама без борбеног искуства, Немци су у року од два дана успели да разбију главне истарске партизанске јединице. До 1. октобра трајале су немачке акције чишћења терена, а затим је тижиште дејстава пренето на Горски котар, где се на удару нашла 13. приморско-горанска дивизија. Према немачким извештајима, партизанске снаге имале су 4.096 и 6.850 заробљених. Према проценама југословенских аутора, снаге Оперативног штаба за Истру претрпеле су веома тешке губитке од око 2.000 погинулих. Поред тога, Немци су убили и око 2.000 цивила.
Након ове операције, II СС оклопни корпус почев од 21. октобра извео је операцију против јединица Седмог корпуса НОВЈ и у захвату комуникација Трст - Љубљана. Почев од 13. новембра, корпус је делом снага отпочео операцију Трауфе у захвату долине Соче против јединица Деветог словеначког корпуса НОВЈ. Ове операције познате су под заједничким називом „Ромелова офанзива“, будући да је Ервин Ромел у том периоду био командант групе армија Б.
Људство разбијених истарских јединица делом се пробило у Горски котар, где је укључено у јединице Тринаесте дивизије НОВЈ, а делом се пасивизирало. Током наредних недеља руководство НОП-а у Истри успело је обновити борбене јединице у мањем обиму, тако да је крајем новембра располагало са 13 чета јачине од 15 до 50 бораца. Отпор у Истри систематски је јачао, тако да је, поред више хиљада бораца који су приступили јединицама у Лици и Горском Котару, у јулу 1944. Оперативни штаб за Истру располагао са 4.864 борца па је у августу 1944. формирана 43. истарска дивизија са три бригаде.

## Супротстављене снаге

### Осовина
- 1. СС дивизија (делови)
- 44. пешадијска дивизија
- 71. пешадијска дивизија
- 901. оклопни гренадирски пук

Укупно 30.000 људи и 95 тенкова, 41 јуришних топова, 26 оклопних ловаца] и 6 тешких самоходних топова.

### НОВЈ
- Прва истарска бригада „Владимир Гортан“
- Друга истарска бригада
- Сушачко-каставски НОП одред
- 1. одред Учка
- 2. истарски НОП одред
- Истарски одред (словеначки)

Укупно 10.000 до 15.000 бораца.